# Chodakówek
Chodakówek [xɔdaˈkuvɛk] est un village polonais de la gmina de Sochaczew dans le powiat de Sochaczew et dans la voïvodie de Mazovie.